# Geertje Redinger
Geertje Redinger (* 9. Mai 1980 in Itzehoe) ist eine ehemalige deutsche Basketballspielerin.

## Laufbahn
Redinger spielte beim MTSV Hohenwestedt sowie anschließend beim Kieler TB. Die 1,88 Meter messende Innenspielerin erzielte für Kiel in der Regionalligasaison 2001/02 15,1 Punkte je Begegnung, während sie in der Landeshauptstadt Schleswig-Holsteins Biologie studierte. Im Vorfeld des Spieljahres 2002/03 wechselte Redinger zum SC Rist Wedel in die Bundesliga. Neben den Einsätzen in der höchsten deutschen Spielklasse trat Redinger mit Wedel auch im europäischen Vereinswettbewerb FIBA Europe Cup an und erzielte im Verlauf der Europapokalauftritte im Durchschnitt 6 Punkte pro Einsatz. In der Sommerpause 2003 stand Redinger kurz vor einem Wechsel zu einem anderen Bundesligisten, dem USC Freiburg, gehörte aber letztlich dann auch in der Saison 2003/04 zum Wedeler Bundesliga-Aufgebot. Sie zog sich im Januar 2004 jedoch eine schwere Knieverletzung zu und stieg mit Wedel aus der ersten Liga ab.
Redinger spielte anschließend beim Zweitligisten BG Hamburg West und dann wieder beim MTSV Hohenwestedt (2. Regionalliga). Beim MTSV wurde sie zudem Leiterin der Basketballabteilung.